# اکیهیرو توگو
اکیهیرو توگو (انگلیسی: Akihiro Togo؛ زادهٔ february ۱۸, ۱۹۶۷ (۵۸ سال)) ورزشکار بیسبال اهل ژاپن است.
وی در مسابقات کشوری و بین‌المللی در مجموع برندهٔ ۱ مدال برنز شده‌است.